# Ernst Gottlieb Baron

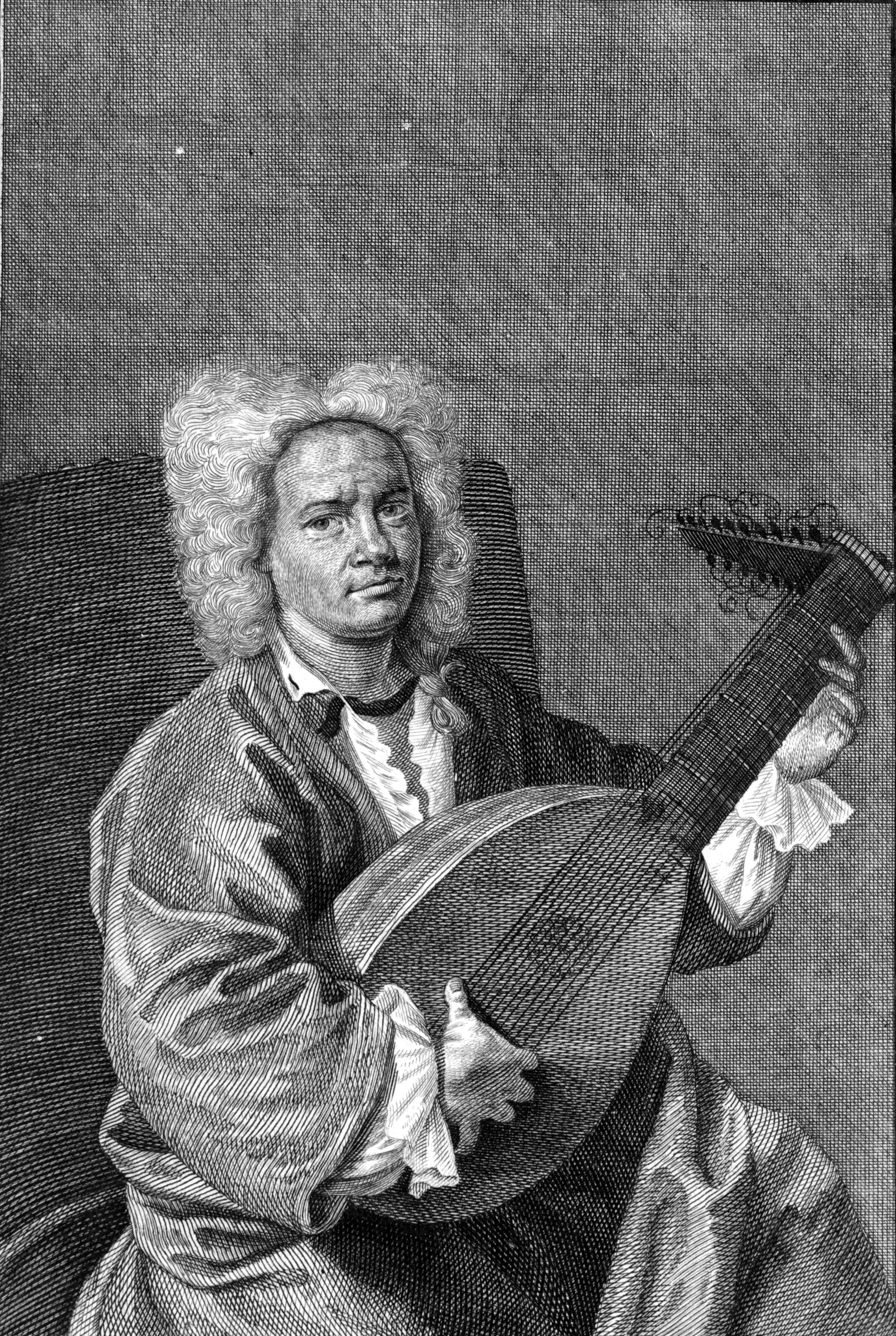
Ernst Gottlieb Baron, vor 1728

Ernst Gottlieb Baron (* 17. Februar 1696 in Breslau; † 12. April 1760 in Berlin) war ein deutscher Komponist, Musiktheoretiker und Lautenist.

## Leben
Ab dem 14. Lebensjahr erlernte Baron das Lautenspiel, vermutlich in Breslau bei dem in Prag geborenen Jakob Joseph Kohaut, dem Vater von Karl Kohaut. Nach dem Besuch des Elisabethianums in Breslau, nahm er 1715 ein Studium der Rechtswissenschaften und Philosophie in Leipzig auf, 1720 immatrikulierte er sich an der Universität Jena, wo er bei Johann Nikolaus Bach und Jakob Adlung Tasteninstrumente und Musiktheorie lernte. 1728 übernahm er den Posten des Lautenisten am Gothaischen Hof. 1737 kam er an den Hof des Kronprinzen Friedrich in Rheinsberg, er erhielt unmittelbar nach seiner Anstellung die Erlaubnis nach Dresden zu reisen, um dort eine Theorbe zu erwerben, dort lernte er Silvius Leopold Weiss kennen, den er sehr verehrte. Nach der Krönung des Kronprinzen zum König wirkte Baron bis zu seinem Tod als Lautenist in der wesentlich vergrößerten Hofkapelle in Berlin.
Sein kompositorisches Werk besteht vorrangig aus Sonaten und Instrumentalwerken. In der von ihm im Jahre 1727 veröffentlichten „Untersuchung des Instruments der Lauten“ wird die Handschrift seines Freundes Silvius Leopold Weiss deutlich sichtbar.

## Werke

### Kompositionen
- Duett in g-Dur für Flöte und Laute
- Sonate in g-Dur für Flöte und Laute
- Suite a-Moll für Laute
- Partita a-Moll für Laute
- Konzert in d-Moll für Blockflöte und Laute
- Konzert in c-Moll für Oboe, Laute und Bass

Die Lautenwerke von Baron wurden teilweise von Kurt Schumacher herausgegeben.

### Schriften
- Historisch-theoretische und practische Untersuchung des Instruments der Lauten. Nürnberg 1727 (Digitalisat in der Google-Buchsuche).